# Victor Lustig
Victor Lustig (født 4. januar 1890 i Hostinné, Bøhmen, død 11. marts 1947 i Springfield, Missouri, USA) ernærede sig hele sit liv som spiller, bondefanger og falskmøntner. I løbet af sin kriminelle løbebane skiftede han navn over tyve gange.
Lustig er mest kendt for sine flere forsøg på at sælge Eiffeltårnet i Paris. Da Lustig var i Paris i 1925 læste han i avisen, at Eiffeltårnet trængte til en dyr reparation. Så dyr at nogle politikere syntes, det var bedre at rive tårnet ned. Dette gav Lustig ideen til at sælge Eiffeltårnet. Han sendte et flot telegram med indbydelse til direktørerne for de fem største firmaer, der handlede med gammelt jern. Direktørerne troppede op, og her bildte Lustig dem ind, at han kom fra et ministerium som i al hemmelighed havde besluttet at rive Eiffeltårnet ned. Han bad dem give et tilbud på de 7.000 tons stål som tårnet består af. Direktørerne havde ingen mistanke og Lustig valgte det ene tilbud. Hvor mange penge han fik, er der ingen, der ved, men det var en formue. Lustig rejste til Wien og levede et liv i luksus.
I lang tid købte Lustig franske aviser for at se, om de skrev om det falske salg af Eiffeltårnet. Det gjorde de ikke. "Køberen" var åbenbart så flov over at være snydt, at han ikke turde gå til politiet. Det gav Lustig mod til at prøve igen – så knap to år senere gentog han hele nummeret. Det lykkedes igen Lustig at sælge Eiffeltårnet. Den nye køber gik dog til politiet, men da var Lustig over alle bjerge. Først i 1935 blev Lustig anholdt i forbindelse med falskmøntneri i USA, han tilstod nu alle sine svindelnumre, deriblandt salget af Eiffeltårnet. Han blev idømt 20 års fængsel og blev indsat på Alcatraz, fængselsøen udfor San Francisco. Han fik lungebetændelse og døde 11. marts 1947 efter at være overført til Springfield United States Medical Center for Federal Prisoners i Springfield, Missouri.